# Petits Chanteurs de Nogent-sur-Marne
La manécanterie des Petits Chanteurs de Nogent-sur-Marne est un chœur de garçons créé le 8 octobre 1953 par l'abbé Pierre Tessier. La manécanterie est basée à Nogent-sur-Marne, dans le département du Val-de-Marne (Île-de-France).

## Historique
Le 8 octobre 1953, l'abbé Pierre Tessier crée la manécanterie des « Moineaux de Beauté-Plaisance ». En 1955, le chœur adhère à la fédération internationale Pueri Cantores. En 1963, le père Coutelle, prêtre de la paroisse, dirige la chorale. En 1965, la manécanterie est rebaptisée « Les Moineaux du Val-de-Marne ». Entre 1977 et 1984, Pierre Pincemaille est l'organiste de la manécanterie. Depuis 2013, le nom officiel de la manécanterie est « Les Petits Chanteurs de Nogent-sur-Marne ».
Sans local, sans subvention, et sous la pression des controverses la chorale est contrainte de se dissoudre le 14 Avril 2023 sans que la plainte directe visant la manécanterie de 2019 ai abouti.[réf. nécessaire]
Les derniers directeurs artistiques sont :
- 1972 à 1988 : Claude Desprez [1]
- 2001 à 2008 : Denis Dupays ;
- 2008 à 2023 : François Olivier[a].

## Activité
Le chœur est composé uniquement de garçons, répartis en quatre pupitres : soprano, alto, ténor et basse. Il se produit lors de concerts en France et à l'étranger (notamment aux États-Unis), seul ou avec d'autres formations (notamment avec la Légion étrangère lors du concert du 10 avril 2016).
En octobre 2011, ils participent à l'émission « 300 chœurs pour plus de vie » pour France Télévision.
Le chœur a réalisé plusieurs enregistrements :
- En Amérique, mars 2014 ;
- Symphonique Comptines et Symphonique Noëls, en collaboration avec l'orchestre philharmonique de Prague.

## Controverses
En 2019, à la suite d'une plainte pour viol toujours en cours, le diocèse de Créteil refuse la présence de la chorale dans des manifestations à l'intérieur des édifices religieux.
En mars 2023, les équipes d'Envoyé spécial et du Parisien publient une enquête sur plusieurs abus sexuels qui auraient été commis sur des enfants des Petits Chanteurs de Nogent-sur-Marne notamment par des chefs de chœur. Un ancien directeur artistique de l'institution fait l'objet d'une affaire de pédophilie en cours d'enquête depuis 2014,. À la suite de cette enquête, Jacques J. P. Martin, maire de Nogent-sur-Marne, décide de retirer la subvention et le local communal qui leur sont accordés.